# 京田辺市立大住中学校
京田辺市立大住中学校（きょうたなべしりつ おおすみちゅうがっこう）は、京都府京田辺市大住池平にある市立中学校。

## 概要
京田辺市北部を校区とし、1979年（昭和54年）4月に田辺町立田辺中学校（現在の京田辺市立田辺中学校）から分離し、開校した。
松井山手駅周辺の「京阪東ローズタウン」や松井ヶ丘、花住坂、大住ヶ丘のような新興住宅地を中心に、旧村も校区に含んでいる。
通学時に使用する門が生徒の居住地によって違っており、花住坂や松井ヶ丘などの生徒は登校時に裏門から入る。
学校の近くに京田辺市立老人福祉センター宝生苑が建設されたため、下校時に使用していた道路の一部が無くなり、元々あった2つの道路のうちそれまでほとんどの生徒が使っていなかった地下道を通る方の道路が使用されるようになった。
木が伐採され、松井ヶ丘小学校に繋がる道路もできたため、そちらから登下校する生徒もいる。

## 部活動
部活動ではハンドボール部と吹奏楽部と陸上部が盛んである。

### ハンドボール部
ハンドボール部は最近では2021年の3月26日～29日に富山県氷見市で開催された第16回春の全国中学生ハンドボール選手権大会で男子チームが第３位になった。

### 吹奏楽部
吹奏楽部は1983年にコンクールに初出場し、1990年に初めて京都府代表に選出される。そしてその年から9大会連続で京都府代表として全日本吹奏楽コンクールの関西大会（正式名称は関西吹奏楽コンクールであり、全日本吹奏楽コンクールの関西地区の予選）に出場した。
大住中学校は1994年までの関西大会では毎年銀賞で落選していたものの、1995年に京都会館（現在の通称は「ロームシアター京都」）第一ホールでおこなわれた関西大会で初の金賞を受賞し、更に関西大会で第1位に選出され、初の関西代表に選出される。そして同年の10月29日に当時東京都の杉並区にあった普門館で開催された全国大会に初出場し、銀賞を受賞した。
京都府の中学校で全国大会に出場したのはこの年以前では1956年と1992年の京都市立上京中学校だけであり、大住中学校は史上2校目である。
京都府代表の中学校で関西大会で第1位に選出されたのも大住中学校が史上2校目である（1956年の大会では関西代表は1校だけであり、上京中学校は1956年の関西大会では第1位であるが、その後関西代表は3校に増やされ、1992年の時には既に関西代表は3校になっていた。なお1992年の関西大会での上京中学校の順位は不明）。
そして、それ以降も1時期を除きほぼ毎年京都府代表に選出され、関西大会に出場している。
また、2021年の出場までのA部門（大編成の部門で、最も参加人数の上限が多い部門であり、吹奏楽団の標準的な編成の部門である。）での通算での成績は、京都府大会出場は36回出場にものぼり、そのうち19回は京都府代表として関西大会に出場し、そのうち1回は全国大会にまで勝ち上がった。
京都府の中学校は、2021年の時点で1996年の宇治市立南宇治中学校以降、1度も全国大会に出場しておらず、2021年の時点で京都府の中学校で全国大会に出場したのは先述の3校だけである（2020年のコンクールはCOVID-19のパンデミックのため中止になった。）。
1997年度に田辺町が京田辺市になったため、1995年の大住中学校の全国大会出場は、田辺町の中学校で最初で最後の全国大会出場となった。
2021年の京都府大会でも金賞を受賞した。

## 沿革
- 1979年（昭和54年）4月 - 田辺町立大住中学校開校
- 1992年（平成4年） - コンピューター教室設置
- 1997年（平成9年）4月 - 田辺町の市制施行に伴い京田辺市立大住中学校へ改称
- 2001年（平成13年） - グラウンドに夜間照明施設設置
- 2003年（平成15年）4月 - バリアフリー対策としてエレベーター設置

## 目指す生徒像
1. 自ら学び、自ら考え、表現できる生徒
2. 自らをきたえ、やりとげる生徒
3. 自他を尊重し、学校・家庭・地域に生きる生徒

## 部活動

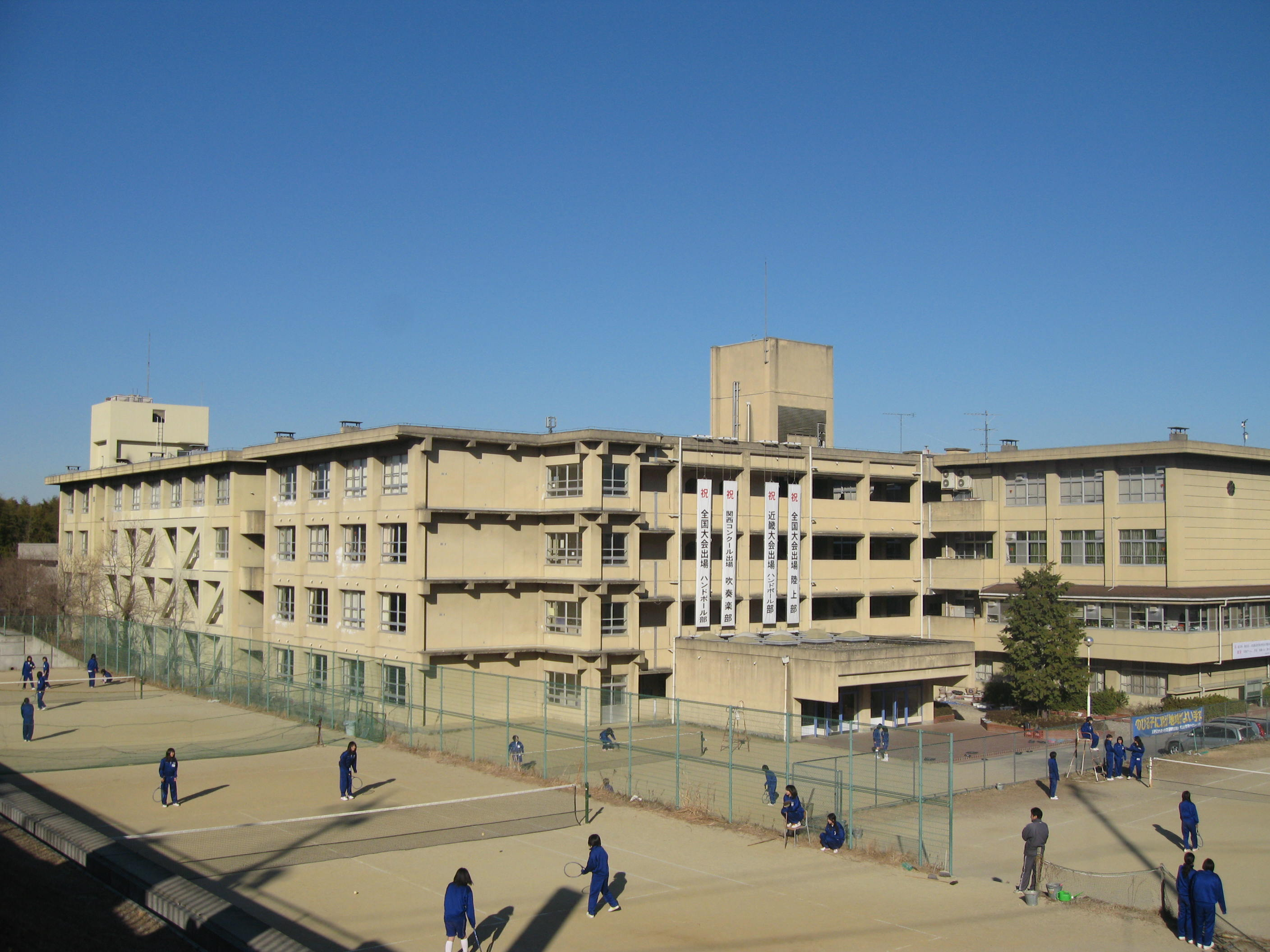
校舎全景

部活動は運動部・文系部共に盛んで、特にハンドボール部と陸上部と吹奏楽部が有名。
運動部
- 卓球
- 陸上
- ソフトボール
- 野球
- ソフトテニス
- サッカー
- バスケットボール
- バレーボール
- ハンドボール

文化部
- 吹奏楽
- 美術
- クリエイティブカルチャー
- 合唱部

## 校区
- 京田辺市立大住小学校
- 京田辺市立松井ヶ丘小学校
- 京田辺市立桃園小学校
- 京田辺市立薪小学校(一部)

## 周辺施設
- 京田辺市立大住小学校
- 月讀神社
- 京田辺市立北部住民センター「桃竹」（とうちく）

## 周辺道路
- 京都府道251号富野荘八幡線

## 交通
- JR学研都市線大住駅

## 校区が隣接している学校
- 京田辺市立田辺中学校
- 城陽市立西城陽中学校
- 八幡市立男山東中学校
- （大阪府）枚方市立長尾中学校
- （大阪府）枚方市立杉中学校